# ديف بينيت (لاعب كرة قاعدة)
ديف بينيت (بالإنجليزية: Dave Bennett)‏ هو لاعب كرة قاعدة أمريكي، ولد في 7 نوفمبر 1945 في بيركيلي في الولايات المتحدة.

## وصلات خارجية
- ديف بينيت على موقع دوري كرة القاعدة الرئيسي (الإنجليزية)
- ديف بينيت على موقعبيزبول رفرنس.كوم (الدوري الرئيسي) (الإنجليزية)
- ديف بينيت على موقعبيزبول رفرنس.كوم (الدوري الثانوي) (الإنجليزية)
- ديف بينيت على موقع إي إس بي إن.كوم (أم.أل.بي) (الإنجليزية)
- ديف بينيت على موقع مشجعي الرسوم البيانية (الإنجليزية)